# Ricky Hatton
Richard John "Ricky" Hatton, MBE (Stockport, 6 de outubro de 1978) é um inglês boxeador aposentado, e promotor de lutas.